# Akiko Fukuoka
Fukuoka Akiko (福岡晃子) est née le 16 avril 1983 à Tokushima, au Japon. En mars 2002 elle décide de rejoindre Eriko Hashimoto dans Chatmonchy en tant que bassiste. Eriko et Akiko se promouvèrent en duo jusqu'en avril 2004, date où Kumiko Takahashi les rejoint.

## Profil
- Nom et prénom : Fukuoka(フクオカ) Akiko(アキコ) (福岡晃子?)
- Date de naissance : 16 avril 1983
- Lieu de naissance : Tokushima sur l'île de Shikoku (四国?) au Japon.
- Groupe Sanguin : A
- Surnom : Akochan